# Performance Space 122
Performance Space 122 ou P.S. 122, est une salle de spectacles à New York (États-Unis), située dans l'East Village sur la Première Avenue au niveau de la 9e rue. Sa programmation est résolument orientée vers les performances et les chorégraphies contemporaines.

## Historique
À l'origine PS122 est une école primaire (Public School numéro 122) laissée à l'abandon. Des artistes visuels de l'underground new-yorkais ont commencé à utiliser les salles de classe pour ateliers. 
En 1979, le chorégraphe Charles Moulton commença dans ce lieu ses répétitions et attira à lui d'autres performers. En 1980 ont commencé les premiers spectacles ouverts au public, ainsi que des cours réguliers et des stages ponctuels. 
L'année 1983 marque un tournant avec la professionnalisation de l'équipe. Depuis vingt ans, PS122 a vocation à être une réelle pépinière multidisciplinaire d'artistes performers et de chorégraphes très jeunes, talentueux, et inconnus du grand public. Elle a par exemple révélée le danseur et chorégraphe américain Doug Varone en 1986.